# 国産鶏種
国産鶏種（こくさんけいしゅ）は日本におけるニワトリの品種分類の1つ。日本国内で育種改良された純日本国産のニワトリを指す。また、日本国内で育種改良された種鶏から生産された実用鶏（CM鶏）も国産鶏種と呼ばれる。

## 概要
2015年3月に農林水産省が公表した「鶏の改良増殖目標」において、国産鶏種とは「家畜改良センター、都道府県および民間の関係機関の連携の下に日本国内で育種改良された種鶏と、これらから生産された実用鶏」と定義されている。この定義によって、地鶏は事実上すべて国産鶏種に含まれることになる。
経済効率の面からブロイラーに需要が集中することは避けられないが、ニワトリは世界的に見ても種の多様性が失われつつある家畜であり、日本国外種鶏への過度な依存は食料安全保障の観点からも問題となる。
日本食鳥協会は2016年度から銘柄鶏の規格の見直しを行い、国産鶏種とは「日本国内の育種改良機関（家畜改良センター、県畜産試験場、民間ブリーダーなど）が育種改良した種鶏から作出したニワトリ」と定め、販売時に鶏種名の表示も可能とした。

## 国産鶏種の数
2017年の時点では、37都道府県で49鶏種の国産鶏種が開発されており、年間出荷羽数は685万羽余りである。これに民間で開発された鶏種と家畜改良センター兵庫牧場で開発された鶏種の年間出荷羽数を加えると合計で約1,023万羽となる。2017年の日本国内の肉用鶏出荷羽数は、6億7,771万羽なので、国産鶏種の出荷羽数が占める割合は、1.5パーセントとなっている。

## 国産鶏種の交配様式
2017年時点では、交配に使われるオスには、軍鶏が最も多くて27鶏種で使用されている。次いで、名古屋コーチンが9鶏種となっている。メスはでロードアイランドレッドの15鶏種が最多で、次いで横斑プリマスロックの7鶏種、白色プリマスロック6鶏種、劣性白色プリマスロック6鶏種となっている。

## 規格設定
地鶏はJAS法において規格設定が定められている。
一般的な「銘柄鶏」は日本食鳥協会が「わが国で飼育し、地鶏に比べ増体に優れた肉用種といわれるもので、通常の飼育方法（飼料内容、出荷日齢等）と異なり工夫を加えたものをいう。」と定義しているが、具体的な規格としては曖昧な点があったことから、2018年に銘柄鶏の類型とタイプを設定し、表示例を提示して、自主的表示の目安となる
規格を日本食鳥協会が作成している。この中で、鶏種については、「在来種タイプ」、「国産鶏種タイプ」、「特殊鶏タイプ」の3つに分けられている。
在来種タイプはJAS法で定められている在来種を使用した鶏肉。国産鶏種タイプとは、国内の育種改良機関（家畜改良センター、県畜産試験場等、民間ブリー
ダー）において育種改良により造成された鶏種を使用した鶏肉。特殊鶏タイプとは、通常のブロイラー（白色コーニッシュと白色プリマスロックの交配種）以外の日本国外から導入した鶏種を使用した鶏肉となっている。

## 国産鶏種の産肉能力
地鶏を中心とした国産鶏種は、ブロイラーの鶏肉と比べると肉にしっかりとした味があり、適度な歯応えがあるなど、食味性が高く評価されている。その一方で、国産鶏種の増体等生産性は高くなく、飼育日数が長くなりがちとなっている。
日本国内で飼育されているブロイラーのうち、チャンキーという鶏種は47日程度で出荷可能となる。国産鶏種は最も短いものでも60日程度、90日未満に限っても9鶏種のみで、平均的な飼育日数は100日から120日あり、150日以上を必要とする鶏種もある（2017年時点）。
飼育日数が長くなると、その分、飼料代金がかさむことになり、これが転嫁されて鶏肉の価格は高額になるため、食味等で価格相応の付加価値を伴わないと販売量が増えず、生産量も限られてくることになり、国産鶏種の普及率の低い原因ともなっている。